# کیم کریستفت
کیم کریستفت (انگلیسی: Kim Christofte؛ زادهٔ ۲۴ اوت ۱۹۶۰) بازیکن سابق فوتبال اهل دانمارک است که با تیم ملی فوتبال دانمارک در جام ملت‌های اروپا ۱۹۹۲ قهرمان شد.
وی همچنین در تیم‌های ملی فوتبال زیر ۲۱ سال دانمارک و دانمارک بازی کرده‌است.